# Vajáni hőerőmű
A Vajáni hőerőmű (szlovákul Elektrareň Vojany) széntüzelésű hőerőmű Szlovákiában, a Kassai kerület Nagymihályi járásában, Vaján falutól 800 méterre keletre található a Laborc folyó jobb partján. Ez a legnagyobb hőerőmű  Szlovákiában. Az erőművet 34 százalékban a Szlovák Villamos Művek tulajdonolja. Az erőmű 2020 februárjától hivatalosan nem üzemel, az indoka a leállásnak az erőmű kevésbé gazdaságos üzemeltetése, amelyet az Oroszországból importált feketeszén magas szállítási költségei, illetve a környezetvédelmi előírások is nehezítettek. Ezt követően úgynevezett másodlagos üzemanyag tesztelését végezték az erőműben. 2020 decemberétől biomassza tüzeléssel indult újra. 2024-ben végleg leállították.

## Történelem és műszaki adatok
Az erőmű építését 1961-ben kezdték meg. Az első erőművi részleget (EVO I) 1966-ban adták át, és helyezték üzembe. Az EVO I szénnel üzemel, melynek számára kiépítették az Ukrajnából exportált szén szállítására a szélesnyomtávú vasútvonalat (1521 mm). A vonal egy részét a Kassa és Ukrajna között használják vasércszállításra.
| EVO I műszaki adatai  |                       |
| --------------------- | --------------------- |
| Fűtőanyag             | feketeszén, biomassza |
| Státusz               | Nem üzemel            |
| Névleges teljesítmény | 660 MW                |
| Blokkok száma         | 6                     |

A második erőművi részleg (EVO II) építése 1973 és 1974 között zajlott. Fűtőanyagaként fűtőolajat használtak. Ezt 1985-ben modernizálták, földgázfűtésűvé alakították át. A részleg gazdasági okok miatt 1998-óta nem üzemel. A részleghez tartozó igen magas kémény magasságát (építése után 330 méter magas volt) 1995-ben 130 méteresre csökkentették. 
| EVO II műszaki adatai |                   |
| --------------------- | ----------------- |
| Fűtőanyag             | fűtőolaj, földgáz |
| Státusz               | Nem üzemel        |
| Névleges teljesítmény | 660 MW            |
| Blokkok száma         | 6                 |

### A 2009-es tűzeset
2009. április 14-én kedden este nem sokkal kilenc óra után tűz ütött ki az erőmű ötös számú blokkjában. A tüzet az üzemi és a Nagykaposról, illetve Nagymihályból érkező tűzoltóknak éjfélre sikerült eloltaniuk. A környéken élők kedden este arra lettek figyelmesek, hogy a hőerőműbe szirénázó tűzoltóautók érkeznek, lángokat ugyan nem láttak, de azt megfigyelték, hogy az üzem egyik részéről órákig sűrű füst gomolygott.

## Jelentősége és jövője

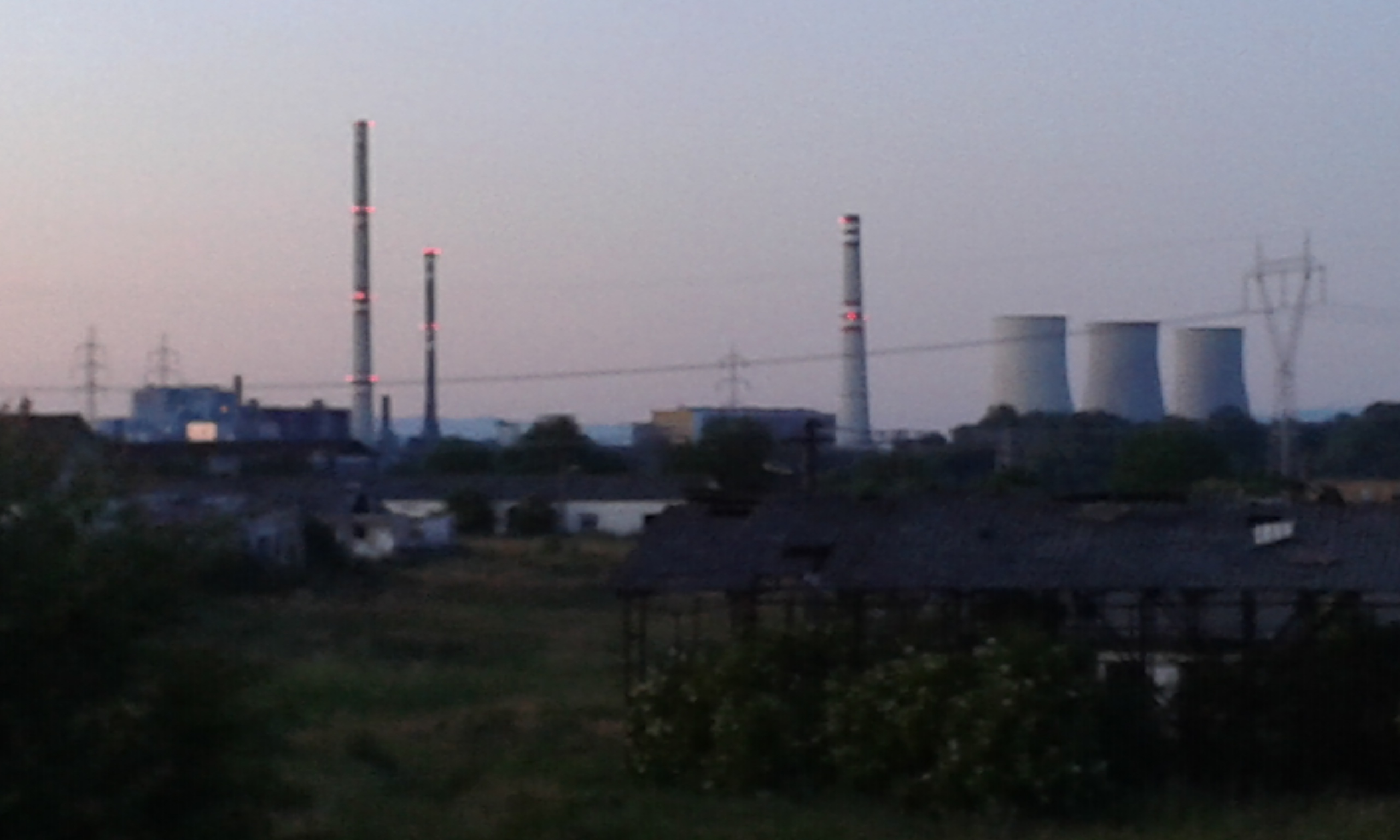
A vajáni hőerőmű

Az erőmű a szlovák villamos hálózatnak is fontos a maga 1320 MW-os teljesítményével. Ráadásul az üzem Kelet-Szlovákia legnagyobb munkáltatója, bezárása valóságos katasztrófát jelentene a már így is magas munkanélküliséggel küzdő keleti régióban. Az erőmű dolgozói aláírásgyűjtéssel tiltakoztak a bezárás ellen. A 2016-os szlovákiai parlamenti választások során a parlamentbe bejutó Híd Bugár Béla vezetésével tárgyal az erőmű bezárásának megakadályozása érdekében. A tárgyalások eddig nem jutottak végeredményre, az erőmű 2017 végéig biztosan folytatja az elektromos áram termelését. A tárgyalások eredménytelensége rámutatott arra, hogy a szlovák kormánynak mennyire nem fontos a keleti régiók fejlesztése. Az erőmű új biomassza projektet indított, amelynek értelmében az EVO I 5. és 6. számú blokkjában biomasszával fűtenek, a cél a szén-dioxid kibocsátás csökkentése. A hőerőmű jelentőségét a Szlovák Villamosenergia-átviteli Hálózat (SEPS) tanulmánya is megerősítette, amely a villamos energia ezen forrásának leállításával kapcsolatos a Szlovák Köztársaság villamosenergia-átviteli hálózatára gyakorolt hatásait volt hivatott felmérni. A tanulmány rámutatott arra, hogy a hőerőmű fontos szerepet játszik a hálózat zavartalan, megbízható működésében, miközben a kelet-szlovákiai régió fontos stabilizációs eleme lenne a rendszernek egy a hálózatban bekövetkezett black-out jellegű áramkiesést követő helyreállítás során.